# Borishanskiite
La borishanskiite è un minerale.